# Oluf Pedersen
Oluf Pedersen (* 6. September 1891 auf dem Bauernhof „Elsenborg“, Lille Rørbæk; † 3. Oktober 1970 in Roskilde) war ein dänischer Politiker des Gerechtigkeitsbundes (Retsforbundet), der unter anderem zwischen 1932 und 1945 sowie erneut von 1950 bis 1960 Mitglied des Folketing und von 1957 bis 1960 Fischereiminister war.

## Leben
Oluf Pedersen, Sohn des Hofbesitzers und Gemeindeschreibers Ole Pedersen, absolvierte nach dem Besuch der Volksschule ein Studium des Fachs Gartenbau, welches er 1912 als Candidatus hortonom beendete. Er war daraufhin zwischen 1912 und 1913 Assistent und Landschaftsgärtner bei Fridlev Køster in Brabrand und absolvierte 1913 eine Studienreise nach Deutschland, Böhmen, Schweiz und Italien, woraufhin er nach seiner Rückkehr von 1913 bis 1914 Leiter des Gewerbe- und Landschaftsgartens „Plantagely“ bei Hornbæk war. Im Anschluss war er zwischen 1914 und 1916 Schullehrer an der Gartenbauschule (Havebrugshøjskole) Vilvorde sowie von 1916 und 1922 Landschaftsarchitekt in Hillerød und zugleich 1920 Assistent im Versuchsgarten in Hørning. Er war zwischen 1922 und 1933 Berater im Gartenbau für die Seeländische Gehöftsvereinigung (De samvirkende Zeelandska Husmandsforeninger) sowie zugleich von 1928 bis 1933 Herausgeber der Wochenzeitschrift „Retspolitiken“.
Bei der Folketingswahl am 16. November 1932 wurde Pedersen für den Gerechtigkeitsbund (Retsforbundet) im Wahlkreis „Ribe Amtskreds“ erstmals zum Mitglied des Parlaments (Folketing) gewählt, der Zweiten Kammer des Reichstages (Rigsdag), und vertrat diesen Wahlkreis bis zum 29. Oktober 1945. Während der deutschen Besetzung Dänemarks vom 9. April 1940 bis zum 5. Mai 1945 fungierte er als Mitglied und Sekretär des Kooperationsausschusses der Reichstagsparteien sowie zwischen 1943 und 1945 als Vorsitzender der Fraktion des Gerechtigkeitsbundes. Als Nachfolger von Viggo Starcke wurde er 1943 Vorsitzender des Gerechtigkeitsbundes und bekleidete diese Funktion bis 1953, woraufhin Viggo Starcke ihn auch wieder ablöste. Daneben war er seit 1941 Besitzer des Obstbaubetriebes Gadegård Frugtplantage in Vejby.
Nach Kriegsende profilierte sich Oluf Pedersen im Zusammenhang mit der Strafgesetzbuchnovelle im Mai 1945 als Gegner der Todesstrafe. Sein energischer Widerstand gegen die Todesstrafe löste große Empörung in der Widerstandsbewegung aus. Großes Aufsehen in der Presse erregte es, als er Ende Mai 1945 einen Drohbrief einer Gruppe von Widerstandskämpfern erhielt. 1948 war er stellvertretender Vorsitzender der Bodenwertsteuer-Kommission (Grundskyldskommissionen) und wurde 1949 Herausgeber und Chefredakteur der Monatszeitschrift „Ret og Frihed“. Bei der Folketingswahl am 5. September 1950 wurde er abermals zum Mitglied des Folketing und gehört diesem als Vertreter des Wahlkreises „Ålborg Amtskreds“ bis zum 15. November 1960 an. 1953 war er Mitglied des Finanzausschusses und wurde am 28. Mai 1957 als Fischereiminister (Fiskeriminister) in die Regierung Hansen II berufen und bekleidete dieses Ministeramt vom 21. Februar bis zum 18. November 1960 auch in der Regierung Kampmann I.
Pedersen war mit Katrine Pedersen, geborene Bjerregaard (1891–1973) verheiratet.

## Veröffentlichungen
- Den politiske Modstand under Besættelsen, 1946
- Fuld Grundskyld i Danmark, 1948
- Fattigmands Ret, 1949
- Kan Grundskyld dække alle Skatter?, 1949